# Monti (ruisseau)
Pour les articles homonymes, voir Monti.
Le Monti est un ruisseau de Belgique, affluent du Rosmel faisant partie du bassin versant de la Meuse et coulant dans le Pays de Herve en province de Liège.

## Parcours
Le Monti prend sa source à environ deux kilomètres au sud-est du village de Charneux et parcourt plus ou moins 5 kilomètres avant de se jeter dans le ruisseau de Rosmel, affluent du ruisseau d'Asse. Il a plusieurs petits affluents dont le ru des Haies et du Vivier, le ruisseau de la Voie Del Haisse...